# Spike Vlaanderen
Spike Vlaanderen was de Vlaamse versie van de Amerikaanse zender Spike die sinds 2018 Paramount Network heet. Het was de vierde Spike-zender, naast de Amerikaanse, Britse en Nederlandse. De televisiezender richtte zich op een doelgroep van voornamelijk mannen. Op 18 januari 2018 werd de naam van het Amerikaanse hoofdkanaal veranderd naar Paramount Network. Deze wijziging is echter nooit doorgevoerd geweest, op 6 januari 2021 was de laatste uitzending van Spike in Vlaanderen. Een reden voor het opdoeken is nooit gegeven. In Nederland bleef Spike nog wel bestaan, totdat de zender in mei 2022 werd hernoemd naar Paramount Network.

## Geschiedenis

### Oktober 2015: De start van Spike
In Vlaanderen begon de zender met uitzenden op 1 oktober 2015, tegelijkertijd met de Nederlandse versie van Spike. Van 1 oktober 2016 tot 11 december 2016 werd Spike dagelijks tussen 21.00 u en 2.30 u uitgezonden op het kanaal van Nickelodeon. Daardoor werd het programmablok TeenNick van Nickelodeon stopgezet dat eerder uitzond tussen 21.00 en 5.00 u. De tijd tussen 2.30 en 5.00 u werd overgenomen door Nickelodeon. Ondanks de gelijke uren lagen de verschillen tussen de Vlaamse en Nederlandse versie in de programmering en reclames.

### December 2016: Meer uitzenduren voor Spike
Vanaf 12 december 2016 zond Spike dagelijks uit van 21.05 tot 5.00 uur op het kanaal van Nickelodeon. Daarmee kreeg het ongeveer 2,5 uur aan uitzendtijd extra. Er werd voor een nieuwe programmering met andere uitzendtijden gekozen waardoor dit mogelijk was. In vergelijking met de Nederlandse versie zond de zender niet 24 uur per dag uit, en dat terwijl het sinds 12 december 2016 in Nederland wel het geval is.

### 6 Januari 2021: Einde Spike
In december 2020 werd bekend dat Spike vanaf 6 januari 2021 stopt met uitzenden in België. Een officiële reden is nooit gegeven, hoewel een mogelijke reden zou zijn geweest dat er onvoldoende kijkers van de verwachte doelgroep zich hebben gericht op dit deelkanaal met Nickelodeon Vlaanderen. Sindsdien zendt Nickelodeon na 6 jaar weer 24 uur per dag uit.

## Programma's
- South Park
- Harvey Girls Forever!
- Rick en Morty
- Cupcake en Dino: Tot uw dienst
- Glitch Techs
- Grojband
- Live from Abbey Road
- Brickleberry
- Ollie's Pack
- The Life & Times of Tim
- Atypical
- Lost Girl
- Glory Daze
- ThunderCats Roar
- 30 Rock
- School of Rock
- Game Shakers
- The Haunted Hathaways
- Hotel Transylvania: The Series
- The Snoopy Show
- Tosh.0
- The Graham Norton Show
- The Patrick Star Show
- Middlemost Post
- Drunk History: Bezopen Verhalen